# Jiří Ištván
Jiří Ištvan (1859 Radějov – 2. srpna 1943 Auschwitz-Birkenau) byl první romský zastupitel v Československu a oběť romského holocaustu.
Ve svém rodném Radějově postavil kolem roku 1908 vlastní dům s kovárnou, kde poté toto řemeslo sám provozoval. V letech 1932 až 1938 byl členem radějovského obecního zastupitelstva. Jiřímu Ištvanovi a jeho manželce Evě Kubíkové se postupně narodilo osm synů. Na přelomu osmdesátých a devadesátých let se stěhovala po obcích na Moravskoslezku.[kdo?]
Během druhé světové války byla skoro celá rodina deportována do cikánského tábora v Auschwitz-Birkenau, kde Ištván 2. srpna 1943 zemřel. Z jedenácti členů jeho rodiny vězněných v táboře do konce války nikdo nepřežil.